# Cẩm Quý
Cẩm Quý là một xã thuộc huyện Cẩm Thủy, tỉnh Thanh Hóa, Việt Nam.

## Địa giới hành chính
Xã Cẩm Quý là xã cực bắc của huyện Cẩm Thủy.
- Phía bắc giáp xã Lương Nội, huyện Bá Thước và xã Thạch Tượng, huyện Thạch Thành.
- Phía đông giáp xã Thạch Tượng, huyện Thạch Thành.
- Phía nam giáp các xã Cẩm Tú, Cẩm Giang và Cẩm Lương, huyện Cẩm Thủy.
- Phía tây giáp xã Lương Trung, huyện Bá Thước.

## Hành chính
Xã Cẩm Quý được thành lập năm 1964 trên cơ sở chia tách từ xã Cẩm Tú.